# Placówka Straży Granicznej II linii „Stara Piła”
Placówka Straży Granicznej II linii „Stara Piła” – jednostka organizacyjna Straży Granicznej pełniąca służbę ochronną na granicy polsko-gdańskiej.

## Formowanie i zmiany organizacyjne
Rozporządzeniem Prezydenta Rzeczypospolitej Polskiej Ignacego Mościckiego z 22 marca 1928 roku, do ochrony północnej, zachodniej i południowej granicy państwa, a w szczególności do ich ochrony celnej, powoływano z dniem 2 kwietnia 1928 roku  Straż Graniczną. 
Rozkazem nr 1 z 29 kwietnia 1929 roku  w sprawie zmian organizacji Pomorskiego Inspektoratu Okręgowego komendant Straży Granicznej płk Jan Jur-Gorzechowski powołał do życia i ustalił organizację komisariatu „Kartuzy”. Placówka Straży Granicznej II linii „Stara Piła” znalazła się w jego składzie. W 1930 rozwiązana.

## Struktura organizacyjna
Organizacja w czerwcu 1929:
- posterunek informacyjny Straży Granicznej „Stara Piła”
- posterunek informacyjny Straży Granicznej „Kokoszki”
- posterunek informacyjny Straży Granicznej „Maternia”